# イクチオルニス
イクチオルニス（学名: Ichthyornis）は、絶滅した鳥類である。
白亜紀後期（9500万から8350万年前）に北アメリカに生息していた水鳥類。アメリカのカンザス州で化石が発見された。
学名Ichthyornis は、アメリカの古生物学者オスニエル・チャールズ・マーシュによる命名で、「魚を食べる鳥」を意味する。

## 形態と生態

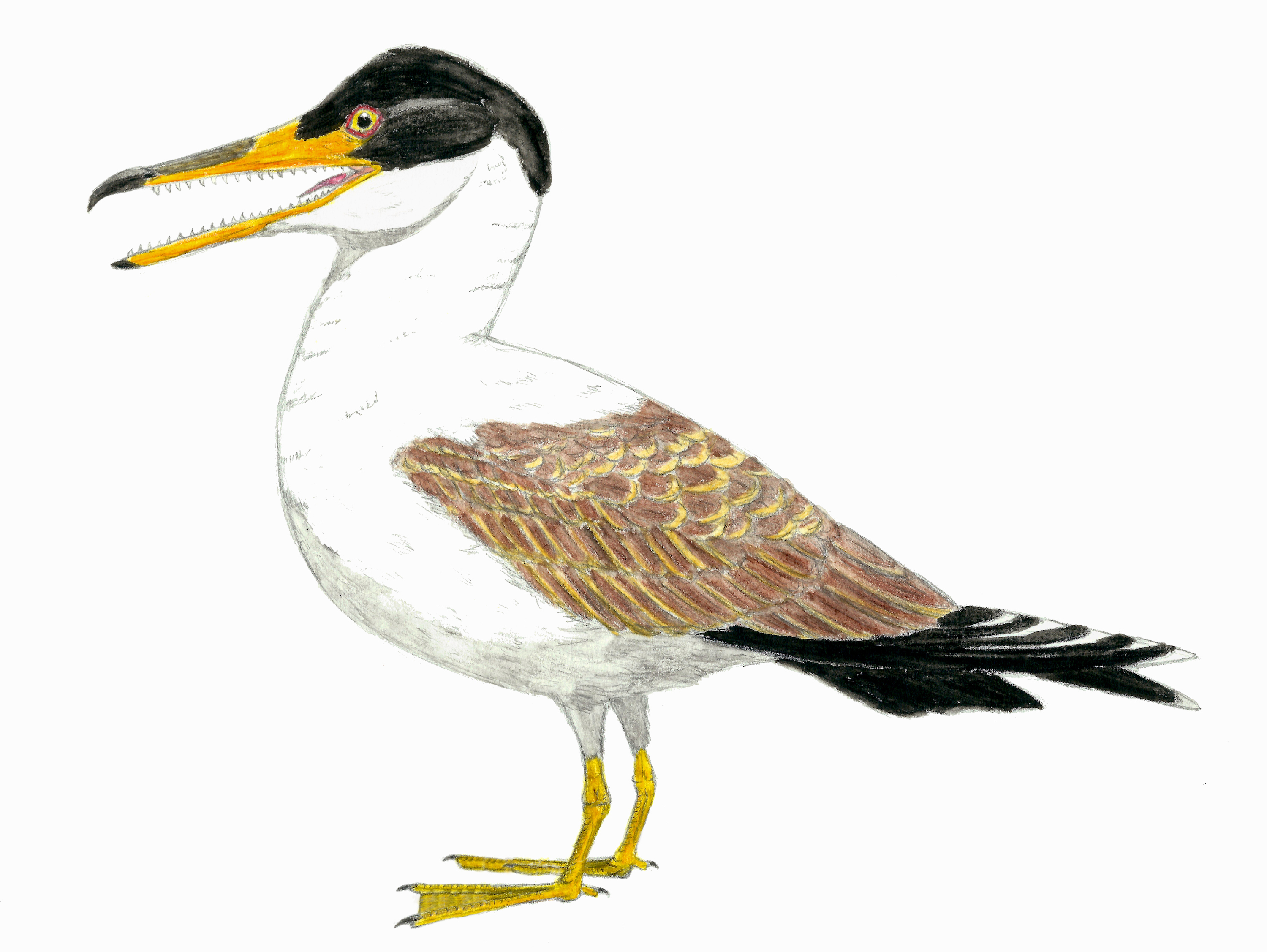
I. disparの復元図

長いクチバシを持つその体型は現在のアジサシ類に似る。体長は20センチメートル。翼は長く発達しているが、現生鳥類と異なり、指がある。さらに現生鳥類と大きく異なる点は、クチバシに歯を持つことである。後足は短く、指に水掻きがあったと推定される。
沿岸部に生息し、このクチバシを使い、現在のアジサシと同様に水面から海中に飛び込み魚類を捕食していたと推定される。
イクチオルニスは、白亜紀に登場した真鳥類 (Ornithurae) のグループに含まれるが、白亜紀末期に絶滅した。現存鳥類にイクチオルニス類の子孫はない。

## 分類体系
- 恐竜 dinosaur
竜盤類 Saurischia
獣脚類 Theropoda
テタヌラ類 Tetanurae
コエルロサウルス類 Coelurosauria
マニラプトル形類 Maniraptoriformes
マニラプトル類 Maniraptora
エウマニラプトル類 Eumaniraptora
鳥類 Aves
真鳥類 Ornithurae

## 系統樹
|  | †始祖鳥（Archaeopteryx, ジュラ紀）                                                                                    |
|  | |
|  | \| \| †孔子鳥（Confuciusornis, 白亜紀） \| \| \| \| \| \| †エナンティオルニス類（Enantiornithes, 白亜紀） \| \| \| \| |
|  | |
|  | †孔子鳥（Confuciusornis, 白亜紀）                                                                                     |
|  | |
|  | †エナンティオルニス類（Enantiornithes, 白亜紀）                                                                       |
|  | |

|  | †孔子鳥（Confuciusornis, 白亜紀）               |
|  |                                                 |
|  | †エナンティオルニス類（Enantiornithes, 白亜紀） |
|  |                                                 |

|  | †ヘスペロルニス（Hesperornis, 白亜紀） |
|  |                                        |
|  | †バプトルニス（Baptornis, 白亜紀）     |
|  |                                        |

|  | †イクチオルニス（Ichthyornis, 白亜紀） |
|  |                                        |
|  | 現生鳥類 (Neornithes)                  |
|  |                                        |

|  | †ヘスペロルニス（Hesperornis, 白亜紀） |
|  |                                        |
|  | †バプトルニス（Baptornis, 白亜紀）     |
|  |                                        |

|  | †イクチオルニス（Ichthyornis, 白亜紀） |
|  |                                        |
|  | 現生鳥類 (Neornithes)                  |
|  |                                        |

|  | †始祖鳥（Archaeopteryx, ジュラ紀）                                                                                    |
|  | |
|  | \| \| †孔子鳥（Confuciusornis, 白亜紀） \| \| \| \| \| \| †エナンティオルニス類（Enantiornithes, 白亜紀） \| \| \| \| |
|  | |
|  | †孔子鳥（Confuciusornis, 白亜紀）                                                                                     |
|  | |
|  | †エナンティオルニス類（Enantiornithes, 白亜紀）                                                                       |
|  | |

|  | †孔子鳥（Confuciusornis, 白亜紀）               |
|  |                                                 |
|  | †エナンティオルニス類（Enantiornithes, 白亜紀） |
|  |                                                 |

|  | †ヘスペロルニス（Hesperornis, 白亜紀） |
|  |                                        |
|  | †バプトルニス（Baptornis, 白亜紀）     |
|  |                                        |

|  | †イクチオルニス（Ichthyornis, 白亜紀） |
|  |                                        |
|  | 現生鳥類 (Neornithes)                  |
|  |                                        |

|  | †ヘスペロルニス（Hesperornis, 白亜紀） |
|  |                                        |
|  | †バプトルニス（Baptornis, 白亜紀）     |
|  |                                        |

|  | †イクチオルニス（Ichthyornis, 白亜紀） |
|  |                                        |
|  | 現生鳥類 (Neornithes)                  |
|  |                                        |